# 貝雷霍韋 (日托米爾州)
50°43′31″N 27°32′7″E / 50.72528°N 27.53528°E
貝雷霍韋（羅馬化：Berehove）是烏克蘭北部的村莊，隸屬日托米爾州的茲維亞赫爾區。該村始建於1967年，面積0.61平方公里，海拔高度195米，2001年人口122。